# Westernieland
Westernieland (en groningois : Westernijland ou  't Nijland) est un village de la commune néerlandaise de Het Hogeland, situé dans la province de Groningue.

## Géographie
Le village est situé au nord de la province de Groningue, près de Pieterburen et de la mer des Wadden, à 20 km de Groningue.

## Histoire
Westernieland fait partie de la commune de De Marne avant le 1er janvier 2019, quand celle-ci est supprimée et fusionnée avec Bedum, Eemsmond et Winsum pour former la nouvelle commune de Het Hogeland.

## Démographie
Le 1er janvier 2019, le village comptait 235 habitants.